# Edith Swepstone
 (septembre 2023).
Edith Mary Swepstone (4 janvier 1862 — 5 février 1942) est une compositrice et professeur de musique anglaise.

## Biographie
Edith Swepstone nait le 4 janvier 1862 à Stepney, Londres, fille d'un avocat londonien. Elle étudie la musique à la Guildhall School. Elle a été chargée de cours à la City of London School,.
Elle meurt le 5 février 1942 à Tonbridge, Kent.

## Carrière
En tant que compositrice, Swepstone a composé de la musique orchestrale, de la musique de chambre et des chansons. Au cours du premier quart du XXe siècle, plusieurs de ses œuvres orchestrales ont été interprétées par l'Orchestre municipal de Bournemouth. Seuls deux enregistrements de sa musique sont connus : un mouvement de la Symphonie en sol mineur enregistré en mars 1887 à Leyton et un enregistrement de Les Ténèbres en février 1897 au Queen's Hall de Londres.
Lors des concerts hebdomadaires de musique de chambre organisés par la Conway Hall Ethical Society à Londres, entre 1887 et 1987 1121 œuvres et seules treize de ces œuvres ont été composées par des femmes. Le quintet pour piano en mi mineur de Swepstone a été joué quatre fois au total lors de ces concerts, au total sept de ses œuvres, montrant sont influence, la moité des œuvres jouées composées par des femmes étaient les siennes.

## Œuvres

### Œuvres vocales
- A Song of Twilight avec A.R. Aldrich
- Robert Louis Stevenson's Songs for Children Set to Music
- Three-Part Song pour voix de femmes avec accompagnement au piano, texte de F.R. Haverga
- The Crocuses' Lament, chant en deux parties pour voix de femme
- A Song of Twilight avec A.R. Aldrich
- The Ice Queen, cantate pour voix de femme
- Idylls of the Morn, cantate pour voix de femme

### Œuvres orchestrales
- Daramona, poème symphonique, 1899
- The Ice Maiden, suite, 1900
- Symphonie en sol mineur, 1902
- Les Tenebres, ouverture, 1903
- Paolo and Francesca, prélude, 1904
- Mors Janua Vitae, marche funèbre, 1906
- The Wind in the Pines, poème symphonique, 1909
- The Horn of Roland, ouverture, 1910
- Moonrise on the Mountains, poème symphonique, 1912
- Woods in April, poème symphonique, 1914
- The Roll of Honour, marche, 1916
- Morte d’Arthur, poème symphonique, 1920
- The Four Ships, suite, 1927

### Musique de chambre
- Quintette pour piano en fa mineur
- Quintette pour piano en mi mineur
- Quintette en ré pour cor et quatuor à cordes
- Quintette en mi bémol majeur pour piano et vents
- String Quartet Lyrical Cycle
- Trio pour piano en ré mineur
- Trio pour piano en sol mineur
- Trio pour piano en la mineur

### Autres oeuvres
- Lament, pour violon et piano
- Requiem pour violoncelle et piano
- Foreshadowings, avec accompagnement au violoncelle
- Honour March